# Kansas (sastav)
Kansas, američki rock sastav osnovan u Topeki 1970. godine. 
Osnivački trio činili su Kerry Livgren (gitara), Dave Hope (bas) te Phil Ehart (bubnjevi), da bi se naknadno sastavu pridružio Robbie Steinhardt (violina). Klasična postava zaokružena je 1972. kad su se sastavu pridružili Steve Walsh (klavijature i vokal) te Rich Williams (gitara). Vrh popularnosti dosegli su krajem 1970-ih godina albumima Leftoverture, Point of Know Return i Monolith. Na tim su albumima objavljene njihove najpoznatije uspješnice „Carry On Wayward Son”, „Dust in the Wind” te „People of the South Wind”.

## Studijski albumi
- Kansas (1974.)
- Song for America (1975.)
- Masque (1975.)
- Leftoverture (1976.)
- Point of Know Return (1977.)
- Monolith (1979.)
- Audio-Visions (1980.)
- Vinyl Confessions (1982.)
- Drastic Measures (1983.)
- Power (1986.)
- In the Spirit of Things (1988.)
- Freaks of Nature (1995.)
- Always Never the Same (1998.)
- Somewhere to Elsewhere (2000.)
- The Prelude Implicit (2016.)
- The Absence of Presence (2020.)

## Vanjske poveznice
- Stranice sastava